# Pedro López Quintana
Pedro López Quintana (Barbastro, provincia de Huesca, 27 de julio de 1953) es un arzobispo católico, teólogo y canonista español. Desde 2002 es arzobispo titular de Agropoli y nuncio apostólico en Austria desde 2019.

## Biografía

### Formación sacerdotal y diplomática
Nacido en la localidad aragonesa de Barbastro en 1953, sus padres eran procedentes de Galicia.
Cuando era joven entró en el Seminario Mayor Compostelano donde realizó sus estudios eclesiásticos y se licenció en Teología, fue ordenado como sacerdote el 15 de junio de 1980 por el papa Juan Pablo II y tras su ordenación inició su ministerio sacerdotal en la Archidiócesis de Santiago de Compostela.
Posteriormente se trasladó a Italia donde se doctoró en Derecho Canónico por la Universidad Pontificia de Santo Tomás de Aquino y realizó una maestría en Teología dogmática por la Academia Pontificia Eclesiástica, entrando en 1984 a formar parte del Servicio diplomático de la Santa Sede.
El 27 de agosto de 1986, el papa Juan Pablo II, le otorgó el título honorífico de Capellán de Su Santidad.

### Nuncio al servicio de la Santa Sede
Desde el 22 de julio de 1997 ejerció como asesor de la Secretaría de Estado de la Santa Sede, hasta que el 12 de diciembre de 2002 el papa Juan Pablo II lo nombró arzobispo titular de la archidiócesis de Agropoli, recibiendo la consagración episcopal el 6 de enero de 2003 de manos de los cardenales Leonardo Sandri y Antonio Maria Vegliò.
El 8 de febrero de ese último año fue nombrado nuncio apostólico de las nunciaturas de la India y de Nepal y unos años más tarde el 10 de diciembre de 2009 el papa Benedicto XVI lo nombró nuncio de Canadá, cargo que desempeñó hasta el 28 de septiembre de 2013. El 8 de marzo de 2014 fue nombrado nuncio apostólico en Lituania por el papa Francisco y el 22 de marzo recibió el nombramiento de nuncio apostólico en Estonia y Letonia.
El 4 de marzo de 2019 fue nombrado por el papa Francisco nuncio apostólico en Austria.